# Drenovci (Kosjerić)
Drenovci (Servisch cyrillisch Дреновци) is een plaats in de Servische gemeente Kosjerić. De plaats telt 395 inwoners (2002).